# Camille Alphonse Trézel
Camille Alphonse Trézel, né le 5 janvier 1780 et mort le 11 avril 1860 à Paris, est un général de division français du Premier Empire, ministre de la Guerre et pair de France sous la monarchie de Juillet.

## Biographie

### Le Consulat et l'Empire
En 1801, Camille Alphonse Trézel entre comme dessinateur au bureau de la guerre et obtient en 1803 le grade de sous-lieutenant dans le corps des ingénieurs géographes. Envoyé en 1804 à l'armée de Hollande, il est promu l'année suivante aide-ingénieur géographe.
Après la campagne de Pologne, il est attaché, avec le grade de lieutenant, comme aide de camp du général Gardanne, ambassadeur de France en Perse (1807-1808). Aide de camp du général Guilleminot après son retour en 1809, il est secrétaire de la commission de délimitation des frontières de l'Illyrie.
Promu capitaine en 1810, il est affecté à l'armée d'Espagne. Rappelé en Allemagne à la fin de 1811, il travaille à la topographie des départements hanséatiques, fait la campagne de Rome, devient adjudant-commandant (campagne d'Allemagne, 1813), chef d'état-major de la 13e division, et concourt à la défense de Mayence.

### La Restauration
Durant les Cent-Jours, il participe à la campagne de Belgique et montre une telle bravoure à la bataille de Ligny le 16 juin 1815, où un coup de feu lui enlève l’œil gauche, qu’il est promu général de brigade par décret du 5 juillet 1815. Cette nomination est annulée le mois suivant par les Bourbons.
Il retrouve cependant une place à l’état-major en 1818 comme colonel, et est attaché à la commission de délimitation des frontières de l'Est, puis au dépôt de la Guerre (1822). Il se distingue de nouveau durant l’expédition d'Espagne en 1823 et est membre du comité consultatif d'état-major et secrétaire du comité de réorganisation. Il participe à l’expédition de Morée comme sous-chef d'état-major en 1828, et est promu maréchal de camp l'année suivante.

### La Monarchie de Juillet

#### L'Algérie: l'expédition de Bougie (1833)
En 1831, il est envoyé en Algérie où il commande l’expédition de Bougie et est blessé à la jambe en prenant possession de la ville le 29 septembre 1833.

#### Commandant à Oran (1835)
En février 1835, il prend le commandement de la division d'Oran à la place du général Desmichels, le gouverneur général Drouet d'Erlon étant peu satisfait du traité conclu par Desmichels avec Abd el-Kader en 1834.
À ce poste, Trézel remporte plusieurs victoires sur les Zmalas et Douairs, commandés par l'agha Mustapha Ben Ismaïl (chef des Douairs) et l'agha Benaouda Mazari (chef des Zmalas), ainsi que sur l'agha Kadour Ben El Morsly, chef des Beni Amer. Le 16 juin 1835, au camp des Figuiers Valmy (El Karma), un traité est conclu entre ce chef et le général Trézel, aux termes duquel les Zmalas et Douairs[réf. nécessaire] se reconnaissent sujets, tributaires et soldats de la France. Ces tribus s'engagent à ne pas payer la zakât (Achoura) à l'émir Abd el-Kader.

#### La défaite de la Macta (juin 1835)
Pour protéger ces deux tribus, Trézel doit s'engager dans une opération contre l'Émir qui veut les châtier. Cette démonstration aboutit au désastre de la Macta le 28 juin, après un premier échec subi le 26 dans la forêt de Muley-Ismaïl. Lors de ces deux attaques, Trézel est attaqué par dix mille hommes alors qu’il n’a que 1 700 fantassins et 600 cavaliers.
Dans son rapport au gouverneur général, Trézel réclame pour lui seul la responsabilité du désastre : « Je me soumettrai sans murmure au blâme et à toute la sévérité que le gouvernement du roi jugera nécessaire d’exercer à mon égard » ; il ajoute : « … espérant qu’il ne refusera pas de récompenser les braves qui se sont distingués dans ces deux combats ». Le gouverneur lui retire son commandement.

#### Les expéditions contre Constantine (1836-1837)
Rappelé en France, il revient en Algérie l’année suivante et prend part à la première expédition de Constantine, durant laquelle il est grièvement blessé et ramené en France. En 1837, lors de la seconde expédition contre la même ville, il reçoit le commandement de la 2e brigade. Il est promu lieutenant général le 11 novembre 1837.

#### Haut fonctionnaire, pair et ministre de la Guerre (1839-1848)
Il devient directeur du personnel au ministère de la Guerre le 15 mai 1839 et membre du comité d'état-major.
Élevé à la dignité de pair de France le 21 juillet 1846, il est ministre de la guerre dans le troisième ministère Soult le 9 mai 1847 en remplacement du général Moline de Saint-Yon. Il conserve ces fonctions dans le ministère Guizot jusqu'à la chute de la monarchie de Juillet le 24 février 1848.

### La Seconde République et le Second Empire
Mis d'office à la retraite le 8 juin 1848, il est appelé en 1853 auprès du comte de Paris et du duc de Chartres comme gouverneur militaire et conserve cette fonction jusqu'à la majorité du comte de Paris en 1856.

## Décorations
- 13 janvier 1837 : Grand officier de la Légion d'honneur

## Publications
- « Notice sur le Ghilan et le Mazenderan », dans Voyage en Arménie et en Perse, fait dans les années 1805 et 1806, par P.-Amédée Jaubert (voir Interprète militaire), Paris, Pélicier et Neveu, 1821, in-8

### Archives
Les papiers personnels de Camille Alphonse Trézel sont conservés aux Archives nationales sous la cote 238AP